# Придорожное (Северо-Казахстанская область)
Придорожное (каз. Придорожное) — село в районе Магжана Жумабаева Северо-Казахстанской области Казахстана. Входит в состав Советского сельского округа. Код КАТО — 593673200.

## Население
В 1999 году население села составляло 559 человек (270 мужчин и 289 женщин). По данным переписи 2009 года, в селе проживало 500 человек (248 мужчины и 252 женщины).